# Hell's Heels
Hell's Heels és un curtmetratge de la sèrie Oswald, produït per l'estudi Robert Winkler Productions i estrenada el 2 de juny de 1930.

## Argument
Mentre que el xèrif ha tret Oswald fora de la ciutat, aquest últim descobreix el fill del xèrif perdut al desert.